# 100. вечити дерби у фудбалу
100. вечити дерби у фудбалу је фудбалска утакмица одиграна у Београду 6. маја 1995. године, између Црвене звезде и Партизана. Утакмица се завршила резултатом 2 : 1 (0 : 0) за Црвену звезду.